# Future Pop
Future Pop (в превод: „Футуристичен поп“ или „Попът на бъдещето“) е шестият студиен албум на японското трио „Парфюм“, издаден на 15 август 2018 г. от музикалната компания Universal J и Perfume Records.
На 24 май 2018 г. в официалния сайт на групата е потвърдено, че албумът ще излезе през август същата година.
От този албум са издадени три сингъла: Tokyo Girl („Токийско момиче“), If You Wanna („Ако искаш“), който включва едноименната песен и Everyday („Всеки ден“), и Mugen Mirai („Безкрайно бъдеще“), който включва и Fusion.
Tokyo Girl е използвана като заглавна песен на телевизонния сериал Tokyo Tarareba Girls (адаптация по едноименната манга). С Everyday триото участва в реклама на „Панасоник“ за перална машина, а с Fusion момичетата участват в първата част на експеримент на телекомуникационната компания docomo, озаглавен Future Experiment Vol. 01: Kyori wo Nakuse, в който и трите се намират в три различни точки в света: Токио, Лондон и Ню Йорк. На 8 ноември 2017 г. в точно определено време и трите изпълняват на живо песента, на която танцуват в реално време с нулево разминаване между часовите зони.

## Песни
Всички песни са композирани и написани от Ястака Наката.
| 1.    | Start-Up                 | 0:54 |
| 2.    | Future Pop               | 3:03 |
| 3.    | If You Wanna             | 2:43 |
| 4.    | Tokyo Girl               | 4:27 |
| 5.    | Fusion                   | 4:32 |
| 6.    | Tiny Baby                | 3:42 |
| 7.    | Let Me Know              | 3:26 |
| 8.    | 超来輪 (Chōrairin)       | 3:15 |
| 9.    | 無限未来 (Mugen Mirai)   | 3:42 |
| 10.   | 宝石の雨 (Hōseki no Ame) | 3:58 |
| 11.   | 天空 (Tenkū)             | 4:40 |
| 12.   | Everyday                 | 3:47 |
| 42:09 |                          |      |